# Chained to the Rhythm
«Chained to the Rhythm»  —en español: «Encadenados al ritmo»— es una canción interpretada por la cantante y compositora estadounidense Katy Perry, en colaboración con el cantante jamaicano Skip Marley. Fue lanzada en la madrugada del 10 de febrero de 2017 como primer sencillo de su cuarto álbum de estudio Witness. El sencillo fue interpretado por primera vez en vivo en la 59.ª ceremonia oficial de los Premios Grammy el 12 de febrero de 2017.

## Lanzamiento
El 8 de febrero de 2017 se inició una campaña de promoción para el sencillo con una dinámica donde en algunos sitios del mundo había esferas de discoteca donde se podía escuchar el sencillo. Dichos hallazgos eran compartidos en las diferentes redes sociales de Katy Perry. Dos días después Capitol Records publicó la canción para su descarga, y el 14 de febrero se empezó a escuchar la canción en estaciones de radio americanas. La canción tuvo más de 3 millones de transmisiones (reproducciones) en Spotify dentro de las 24 horas de su lanzamiento, rompiendo el récord de «el streaming más alto durante el primer día de un sencillo por una artista femenina». Junto a la canción también se lanzó también un lyric video dirigido por Aya Tanimura. Dicho video trata sobre un hámster que vive dentro de una casa de muñecas, mientras que un par de manos muestran la preparación de varias recetas de alimentos en miniatura para el hámster, y se puede ver desde una hamburguesa, pasta, tacos, hasta hot dogs. Erin Jansen de USA Today escribió un pequeño análisis del mismo: «Nos muestran imágenes de un hámster que corre incansablemente en una rueda de hámster, una representación del significado del lenguaje popular para realizar actividades repetidamente sin progreso». También dijo: «Junto con la letra de Perry de esta canción, definitivamente hay un mensaje que debe ser recibido y absorbido». El concepto del video muestra también un giño a la tendencia japonesa del 2016 de la comida en miniatura, muy popular en este país.

## Actuaciones
Para promocionar el sencillo, Perry interpretó por primera vez en la 59.ª edición de los Premios Grammy. En su actuación, apareció vestida con un traje en blanco y negro con unos lentes de sol rojos, dentro de una casa totalmente blanca (posiblemente de cartón) rodeada de una valla blanca la cual subía gradualmente. Luego de esto, salió de la valla y mientras cantaba, se dirigió a la parte trasera de la casa en donde todo parecía ser de cristal. Recorrió la casa de cristal hasta regresar al mismo punto en donde estaba Skip Marley vestido de blanco, donde rapeó su parte de la canción. Juntos finalizaron la canción y al término de la misma se escuchó la voz de Perry gritando «No Hate» (en españolː no al odio). La actuación estuvo acompañada de proyecciones de nubes, flores, rayos, nubes, mareas, fuego y cristales, finalizando la presentación con la proyección del preámbulo de la Constitución de los Estados Unidos.

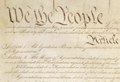
Detalle del preámbulo de la Constitución de los Estados Unidos.

Días después, Perry se presentó en los BRIT Awards, el 23 de febrero de 2017. La presentación empezó con una serie de casas blancas iluminadas por dentro que se movían al ritmo de la canción, de entre las cuales Perry se asoma para interpretar la canción con un micrófono verde envuelto en un billete de cinco dólares estadounidenses (USD ̩$5.00). Luego se presentaron dos esqueltos gigantes que se agarran de la mano, uno vestido con traje negro y corbata roja y el otro con vestido de dos piezas y vestido rojo. Luego, desde el fondo del escenario, Marley se presenta cantando su parte de la canción. Mientras ambos se dirigen al frente del escenario junto con las casas, el esqueleto vestido de rojo se tapa la boca con la mano y el de traje y corbata se tapa la frente. Al término de la actuación, Perry y Marley levantan sus brazos y Perry asiente muy seriamente un «no» con la cabeza.
Ambas presentaciones están llenas de simbolismos en forma de protesta por la «indiferencia» de la gente de su país y por el marcado y público disgusto de Perry acerca de la victoria de Donald Trump en las elecciones de 2016. Posteriormente, Perry se presentó en los IHeartRadio Music Awards 2017. 
«Chained to the Rhythm» formó parte de los repertorios regulares de Witness: The Tour, la residencia Play y The Lifetimes Tour.

## Producción

### Video musical
El 18 de febrero de 2017, Perry lanzó una vista previa del video musical en la cuenta de Twitter de su alter ego; «Kathy Beth Terry». El video oficial se lanzó el 21 de febrero a las 6 de la mañana en la plataforma Vevo y YouTube. Dirigido por Mathew Cullen y producido Danny Lockwood, Rob Newman, Ben Leiser y Javier Jaminez. El video está mayormente filmado en el parque de diversiones Six Flags Magic Mountain, en Valencia, Santa Clarita, California, Estados Unidos. En el video, Perry monta sobre una montaña rusa, la cual se trata de Full Throttle, una atracción real del parque. El vídeo actualmente obtiene más de 700 millones de visitas en su canal oficial de Youtube/Vevo.
El video está ambientado en un parque temático futurista llamado «Oblivia» (derivado de «Oblivion»: «olvido»), con un estilo visual muy propio de la moda de los años ochenta añadiendo elementos futurísticos. Comienza con Perry entrando al parque, al que parece ser el lugar más feliz de la Tierra, donde se ven algodones de azúcar del tamaño de una sombrilla, gente tomándose selfies y alrededor de un anunció que dice «la atracción más grandiosa del universo». En una escena, Perry, al igual que el resto de los visitantes se muestra muy sorprendida y extasiada por todo lo que tiene a su alrededor, hasta que trata de tomar una rosa y se pincha el dedo con una de sus espinas. En ese momento, Perry se muestra alerta. Enseguida, Perry sube a una montaña rusa. En otra escena se ve una atracción llamada «The Great American Dream Drop»; donde una pareja entra a una de las góndolas que tienen forma de casas pequeñas. Estas giran y se elevan en el aire sobre una torre, donde al final caen súbitamente. En la siguiente escena, se muestra una estación gasolinera donde Perry es llevada por hombres en trajes de marinero, y donde unas peculiares bebidas azules flamantes, llamadas «Inferno H2O» se ofrecen también como parte de las atracciones del parque. Un hombre da un sorbo a la bebida y escupe en seguida una llamarada de fuego.
Otra atracción es una rueda de hámster gigante donde es imposible mantenerse corriendo. En esta atracción hay señalamientos de flechas con luces de neón en el piso, que indican la dirección hacia la atracción y una larga fila de personas caminando hacia ella para subir. En una toma, se puede observar que el tiempo de espera para ingresar es de 1984 horas (el año en que nació Katy Perry). Casi al final del video, Perry acude a ver una película en 3D, pero ella se siente incómoda al ver una «homogeneidad» en el comportamiento del resto de los visitantes del parque. Enseguida se ve que de la pantalla (un televisor gigante de rayos catódicos), emerge el cantante Skip Marley y rapea su parte de la canción al momento en que Perry y él se acercan el uno al otro. En ese momento Perry aparece rodeada de los visitantes que ejecutan una coreografía de baile sin sentido. Al final, Perry se ve que deja de correr en la rueda gigante de hámster y mira hacia la cámara con una mirada preocupada, con «miedo a despertar».
En el video hay varios mensajes ocultos como el significado del parque, ya que simboliza lo que el mundo piensa de Estados Unidos (un lugar lindo y próspero), después se pueden ver algodones de azúcar gigantes con forma de hongo de explosión nuclear, se pueden ver personas adictas a su teléfono, Katy Perry se acerca a oler una rosa pero se pincha y se da cuenta de que la rosa en realidad es un alambre de púas (la rosa es la flor de Estados Unidos). Se aprecia una atracción llamada «The Greatest American Dream Drop» (en español: «la gran caída del sueño americano»), segundos después en la misma atracción de puede ver cómo hacen caer las casas desde el cielo haciendo referencia a la crisis inmobiliaria de Estados Unidos, Katy se sube a una montaña rusa llamada «Love Me» donde los asientos tienen un corazón azul y el otro asiento un corazón rosa, haciendo referencia a que el azul es sólo para hombres y el rosa es sólo para mujeres, en el juego sólo se pueden subir hombres y mujeres en pareja, haciendo referencia a la típica pareja de hombre y mujer y no de hombre y hombre o mujer y mujer. En la montaña rusa se aprecian unos emoticones de Facebook, lo cual representa la necesidad de validarnos frente a los demás para sentirnos mejor y la necesidad de las redes para encontrar pareja. Al final del juego se puede ver una puntuación donde el hombre le gana a la mujer refiriéndose al machismo y cómo la mujer casi siempre pierde. Después apreciamos a Perry caminando al lado de una muralla o muro blanco (hace referencia al muro de Trump), luego se aprecia un aparato llamado «No Place Like Home», (en español: «bo hay lugar como el hogar»), el aparato lanza a los visitantes al otro lado del muro y sacándolos del parque haciendo referencia a las deportaciones de los latinos de Estados Unidos, también se aprecia una gasolinera o estación de gas donde venden un producto llamado «agua de fuego», que representa la lucha por el petróleo y próximamente por el agua, el producto llamado «agua de fuego» es dañino para la salud pero aun así lo beben haciendo referencia a las adicciones, luego se aprecia una atracción llamada «Bombs Away» («el camino de las bombas» o «camino hacia las bombas»), haciendo referencia a la guerra y a que ningún ejército lucha por la paz. Lo más interesante de la atracción «Bombs Away» es que las bombas que son lanzadas desde la atracción caen en el propio suelo del parque refiriéndose a un posible auto ataque o auto atentado en los Estados Unidos, luego se vuelven a ver algodones de azúcar con forma de hongos nucleares, sale una rueda gigante de hámster donde la gente se sube a correr. Luego los visitantes del parque van a una sala 3D al aire libre donde hay un televisor gigante y al lado se puede ver a la típica familia americana. Todos los visitantes mueven sus cabezas a un ritmo extraño lo que hace que Perry se pregunte que está pasando y seguidamente se pone incómoda y alerta, luego en el televisor se ve a Skip Marley rapeando, Katy se sorprende y se quita los lentes 3D, Marley sale del televisor y allí Katy se da cuenta de que lo de los lentes 3D (la igualdad y tolerancia de los Estados Unidos) es y siempre ha sido una mentira y antes de que Katy y Skip hagan contacto, todos los visitantes se levantan de sus sillas y aplauden y seguidamente acorralan a Katy haciendo que se aleje de Skip Marley, pero Katy ya se dio cuenta de la realidad. Los otros visitantes bailan en círculos a su alrededor para no dejarla ir. Finalmente se muestra a Katy dejando de correr en la rueda de hámster viendo con miedo y dándose cuenta de que todo el tiempo estuvo en peligro y no se dio cuenta hasta ese momento.

### Sucesos a los que Perry hace alusión
- Burbuja inmobiliaria
- Igualdad salarial
- Estrategia de las armas nucleares
- Orden de inmigración
- Muro de Donald Trump
- Sexismo
- Adicciones
- Redes Sociales
- Homofobia
- Racismo

## Posicionamientos en listas

### Semanales
| Alemania        | Official German Charts       | 6  |
| Argentina       | Monitor Latino               | 8  |
| Argentina       | Los 40 (Argentina)           | 4  |
| Australia       | ARIA Top 100 Singles         | 4  |
| Austria         | Ö3 Austria Top 40            | 3  |
| Bélgica (Fl)    | Ultratop                     | 6  |
| Bélgica (W)     | Ultratop                     | 5  |
| Brasil          | Brasil Hot 100               | 4  |
| Canadá          | Canadian Hot 100             | 3  |
| Colombia        | National Report              | 57 |
| Dinamarca       | Hitlisten                    | 10 |
| Escocia         | Scottish Singles Chart       | 3  |
| Eslovaquia      | Singles Digital Top 100      | 5  |
| Eslovenia       | SloTop50                     | 3  |
| España          | PROMUSICAE                   | 4  |
| España          | TOP MSIC                     | 1  |
| España          | Los 40 (España)              | 1  |
| Estados Unidos  | Billboard Hot 100            | 4  |
| Estados Unidos  | Pop Songs                    | 8  |
| Estados Unidos  | Adult Pop Songs              | 7  |
| Estados Unidos  | Dance Club Songs             | 1  |
| Estados Unidos  | Dance/Mix Show Airplay       | 6  |
| Finlandia       | Suomen virallinen lista      | 8  |
| Francia         | SNEP                         | 3  |
| Grecia          | Greece Digital Songs         | 3  |
| Hungría         | Single Top 40                | 5  |
| Irlanda         | IRMA                         | 6  |
| Italia          | FIMI                         | 10 |
| Japón           | Japan Hot 100                | 31 |
| Letonia         | Latvijas Top 40              | 1  |
| Líbano          | The Official Lebanese Top 20 | 3  |
| Malasia         | RIM                          | 14 |
| México          | Mexico Ingles Airplay        | 1  |
| Noruega         | VG-lista                     | 8  |
| Nueva Zelanda   | NZ Top 40 Singles Chart      | 8  |
| Países Bajos    | Dutch Top 40                 | 14 |
| Polonia         | Polish Airplay Top 100       | 1  |
| Portugal        | AFP                          | 16 |
| Reino Unido     | UK Singles Chart             | 5  |
| República Checa | Singles Digitál Top 100      | 6  |
| Rusia           | Tophit                       | 2  |
| Suecia          | Sweden Singles Chart         | 9  |
| Suiza           | Schweizer Hitparade          | 6  |
| Ucrania         | Tophit                       | 5  |

## Certificaciones
| País           | Organismo certificador | Certificación | Ventas certificadas | Ref.   |
| -------------- | ---------------------- | ------------- | ------------------- | ------ |
| Alemania       | BVMI                   | Oro           | 200 000             | [ 56 ] |
| Australia      | ARIA                   | 2x Platino    | 70 000              | [ 57 ] |
| Bélgica        | BEA                    | Oro           | 10 000              | [ 58 ] |
| Brasil         | ABPD                   | Oro           | 20 000              | [ 59 ] |
| Canadá         | Music Canada           | 2x Platino    | 160 000             | [ 60 ] |
| Dinamarca      | IFPI — Dinamarca       | Oro           | 45 000              | [ 61 ] |
| España         | PROMUSICAE             | 2x Platino    | 80 000              | [ 62 ] |
| Francia        | SNEP                   | Platino       | 150 000             | [ 63 ] |
| Italia         | FIMI                   | 2x Platino    | 100 000             | [ 64 ] |
| Nueva Zelanda  | RMNZ                   | Oro           | 15 000              | [ 65 ] |
| Reino Unido    | BPI                    | Platino       | 600 000             | [ 66 ] |
| Estados Unidos | RIAA                   | 2x Platino    | 2 000 000           | [ 67 ] |